# Pernattia
Pernattia is een geslacht van vlinders van de familie spinners (Lasiocampidae).

## Soorten
- P. brevipennis (Walker, 1865)
- P. chlorophragma (Turner, 1924)
- P. indistincta (Butler, 1886)
- P. pusilla (Donovan, 1805)